# Pyrausta ostrinalis
Pyrausta ostrinalis — вид лускокрилих комах родини вогнівок-трав'янок (Crambidae).

## Поширення
Вид поширений в Європі та Північній Африці. Присутній у фауні України.

## Опис
Розмах крил 15-21 мм. Крила пурпурово-рожевого кольору з кремово-жовтими плямами. Плями зливаються між собою та обведені чорною каймою. Вид важко відрізнити від Pyrausta purpuralis, лише за будовою генеративних органів.

## Спосіб життя
Метелики літають у травні-червні. Трапляються на сухих луках. Личинки живляться листям чебреця повзучого.